# Meibomia plectocarpa
Meibomia plectocarpa là một loài thực vật có hoa trong họ Đậu. Loài này được (Hemsl.) Kuntze mô tả khoa học đầu tiên năm 1891.